# Citral
El citral, o 3,7-dimetil-2,6-octadienal o lemonal, és un líquid groc pàl·lid, format per la mescla des dos terpenoides amb la fórmula molecular C10H16O. Els dos compostos són isòmers de doble enllaç. L'isòmer E es coneix com a geranial o citral A. L'isòmer Z es coneix com a neral o citral B.

## Presentació
El citral és resent en els olis essencials de diverses plantes, incloent el lemon myrtle (90-98%), Litsea citrata (90%), Litsea cubeba (70-85%), lemongrass (65-85%), lemon tea-tree (70-80%), Ocimum gratissimum (66,5%), Lindera citriodora (uns 65%), Calypranthes parriculata (uns 62%), petitgrain (36%), marialluïsa (30-35%), Eucalyptus staigeriana (26%), melissa (11%), llimona dolça (6-9%), llimona (2-5%), i taronja.

## Usos
El geranial té un forta olor de llimona. L'olor de llimona neral és menys intensa però més dolça. El citral és per tant una aroma compost usat en perfumeria pel seu efecte cítric. El citral també es fa servir com saboritzant i fortificant de l'oli essencial de llimona. Té fortes qualitats antimicrobianes, i efectes en la feromona en els insectes.

## Seguretat
Un 1-1,7% de les persones són al·lèrgiques al citral, la International Frangrance Association recomana que només es faci servir el citral en associació amb substàncies que n'evitin l'efecte sensibilitzant. El citral no té efectes genotòxics ni carcinogènics.